# Langdysse von Vinstrup
Der Langdysse von Vinstrup liegt im Garten eines Privathauses im Weiler Vinstrup, bei Sorø auf der dänischen Insel Seeland. Die Megalithanlage wurde von den Leuten der Trichterbecherkultur (TBK) in der Jungsteinzeit zwischen 3500 und 2800 v. Chr. errichtet.
Vinstrup Langdysse ist ein 1,3 m hoher Langhügel von 12,0 × 7,0 m. Im Langhügel liegt ein Nordwest-Südost orientierter 1,6 m langer, 0,8 m breiter Rechteckdolmen, dessen großer Deckstein auf vier Tragsteinen ruht. Auf dem Deckstein befinden sich sechs Schälchen. 25 der Randsteine, die das Hünenbett umgeben, sind sichtbar.